# User Interface Quartz
UIQ è una flessibile interfaccia utente contenente una piattaforma di sviluppo testata per Symbian OS. Utilizzando questa piattaforma programmatica è possibile creare un'intera cartella o diversi tipi di suoni basati su di una singola linea di codice.
Propone una serie di funzionalità tra le quali una suite di messaggi, connessione ad
internet, giocabilità in rete con altri utenti, download di informazioni ed applicazioni aziendali.
Supporta una molteplicità di linguaggi di programmazione offrendo inoltre un software development kit, con cui gli sviluppatori software creano ed organizzano servizi in C++ e Java.
A gennaio 2008 annuncia sei nuovi partner nel campo della tecnologia: ArcSoft, CleNET Technologies, fring, Google, i-skoot e Mobica.